# (75058) Hanau
(75058) Hanau est un astéroïde de la ceinture principale.

## Description
(75058) Hanau est un astéroïde de la ceinture principale. Il fut découvert le 6 novembre 1999 à Saji par l'Observatoire de Saji. Il présente une orbite caractérisée par un demi-grand axe de 2,57 UA, une excentricité de 0,06 et une inclinaison de 2,9° par rapport à l'écliptique.

## Compléments